# Rend mig i revolutionen
Rend mig i revolutionen er en dansk krimikomedie fra 1970 med manuskript af Erik Balling og Henning Bahs, mens Balling har instrueret.
Filmen handler om privatdetektiven Anthonsen (Ove Sprogøe), hvis opgaver primært omhandler utroskabssager. En dag bliver han vidne til et mord, og via barpigen Eva (Helle Hertz) finder han ud af, at mordet har forbindelse til den styrtede præsident fra republikken Guateragua, der er i hemmelighed er i Danmark for at købe våben.
Filmtitlen er sandsynligvis inspireret af Leif Panduros roman Rend mig i traditionerne fra 1958.
I forbindelse med optagelserne blev bogiebivognen KS 1580 udlånt af Københavns Sporveje i juni 1970 og opstillet i en grusgrav ved Hedehusene, hvor en del af optagelserne fandt sted. Efter optagelserne blev den kørt til lossepladsen i Københavns Sydhavn og brændt 5. august 1970. Sporvognen har ikke nogen rolle i filmen, men den kan ses i flere scener fra den skrotplads, hvor filmens skurke holder til.
Ove Sprogøes hovedperson, privatdetektiven Anthonsen, fik sin egen spin-off tv-serie Anthonsen i 1984.

## Medvirkende
- Ove Sprogøe
- Helle Virkner
- Helle Hertz
- Poul Bundgaard
- Ejner Federspiel
- Poul Reichhardt
- Else Marie Hansen
- Gotha Andersen
- Valsø Holm
- Gunnar Lemvigh
- Paul Hagen
- Kate Mundt
- Jesper Langberg
- Preben Kaas
- Poul Thomsen
- Gunnar Strømvad
- Ole Monty
- Torkil Lauritzen